# Victor Gbeho
James Victor Gbeho (Keta, 12 gennaio 1935) è un diplomatico ghanese.
È stato presidente della Commissione dell'ECOWAS tra il febbraio 2010 e il febbraio 2012.
Gbeho stato un diplomatico di carriera dello stato del Ghana ed attualmente è anche un consulente del presidente del Ghana per gli affari esteri. È entrato a far parte del servizio diplomatico del Ghana nel 1959 e, da allora, è stato impiegato in vari ruoli in missioni diplomatiche all'estero così come al ministero degli esteri del Ghana.
Ha partecipato a missioni in Cina, India, Nigeria, New York (ONU/USA), Germania, Regno Unito e Ginevra (ONU/Svizzera).
| Controllo di autorità | VIAF (EN) 77810664 · ISNI (EN) 0000 0000 2780 7841 · LCCN (EN) n86816944 |